# Dombeya tavia
Dombeya tavia är en malvaväxtart som beskrevs av Arenes. Dombeya tavia ingår i släktet Dombeya och familjen malvaväxter. Inga underarter finns listade i Catalogue of Life.